# Чёртово городище (гора)
Чёртово городи́ще — гора и одноимённый скальный массив на её вершине в северо-западной части муниципального образования «город Екатеринбург» Свердловской области России. Гора со скалами находится в 4,5 км к югу от посёлка Исеть и в 20 км на северо-запад от центра Екатеринбурга, в лесном левобережье реки Семипалатинки (правого притока реки Исети). Входит в состав территории Железнодорожного района Екатеринбурга.
Скалы на вершине — гранитные останцы с формами выветривания и комплексом скальной флоры. Геоморфологический, ботанический и археологический памятник природы, популярный объект туризма и активного отдыха. Пользуется большой популярностью у скалолазов.

## Название
Существует несколько версий происхождения названия. По одной из них район городища считался у местных жителей местом обитания нечистой силы. Археологические исследования подтверждают, что ранее это было святилище, место проведения обрядов и жертвоприношений. По другой версии здесь могло быть место торговли. Слово «Сарт-тан» в переводе с мансийского языка означает «передняя торговля». При заимствовании топонима русскими произошла трансформация: «сарт-тан — чертан — чёртово». Тогда название означает «городище передней торговли».

## Описание
Высота горы 347 метров над уровнем моря. Со всех сторон имеет пологие склоны и полностью покрыта лесом. Скалы находятся на вершине покрытого лесом увала и представляют собой складчатый каменный гребень высотой до 34 метров из отдельных массивных башен, возвышающихся на сложенном из гранитных плит постаменте. Гряда в длину достигает 70 метров и вытянута с юго-востока на северо-запад. Северная стена обрывается крутым уступом и представлена отвесными и слабонависающими скалами. Южная стена более пологая, имеет уклон от 45 до 80° и ступенями спускается вниз в долину реки Семипалатинки. Южная часть городища постепенно разрушается, свидетельством чему являются каменные россыпи по южному склону горы. Одной из причин являются резкие температурные колебания на хорошо освещаемом солнцем южном склоне.
Происхождение «каменных городов» связано с геоморфизмом Уральских гор. Граниты, которыми сложены скалы, имеют вулканическое происхождение и образовались около 300 млн лет назад. За это время гора подверглась сильному разрушению под действием перепадов температур, воды и ветра. В результате появилось такое причудливое природное образование. По обеим сторонам от основного гранитного массива (на некотором отдалении) расположены небольшие каменные палатки. Наиболее примечательна каменная палатка к западу от основного массива, она достигает высоты 7 метров, здесь очень хорошо просматривается матрацевидная структура. Практически все окрестные горы также усеяны каменными палатками. Чёртово городище находится в центре так называемого Верх-Исетского гранитного массива.
Первое научное описание останцов было составлено членами Уральского Общества Любителей Естествознания (УОЛЕ). Экспедиция состоялась 26 мая 1861 года, в состав группы вошли священник Владимир Захарович Земляницын, книготорговец Павел Александрович Наумов и преподаватель екатеринбургской гимназии Ипполит Андреевич Машанов. Отчёт об этой экспедиции был опубликован 12 лет спустя в 1873 году в 11 томе «Записок УОЛЕ». Позднее у подножия скал проводили раскопки: в 1889 году С. И. Сергеев, в 1913 году В. Я. Толмачёв и в 1946 году Е. М. Берс. В отчётах авторы отмечали обнаружение в составе культурного слоя кальцинированных косточек.

### Археология
Территория городища является археологическим памятником, в разные временные периоды здесь находилось место древнего металлургического производства, жертвенник раннего железного века и средневековья. На вершинах останцов и в расщелинах скал под слоем дёрна были найдены остатки мелких сожжённых костей, фрагменты керамики иткульской культуры, черепки глиняной посуды, кусочки листовой меди и медные подвески-обереги. К более позднему времени относятся находки керамики батырского, молчановского и юдинского типов (X—XIII вв. н. э.).

### Растительность
Флора включает большое количество скальных растений, в том числе охраняемых: уральский эндемик Астрагал Клера (это самое северное его местонахождение на восточном склоне Урала), папоротник многоножка обыкновенная, очиток пурпурный, можжевельник и другие.

## Туризм
Популярный объект экскурсий и туризма. Естественный скалодром. Место проведения спортивных соревнований.
Массовые посещения на Чёртово городище начались в конце XIX века после открытия Уральской железной дороги. В 1980—1985 годах район скал закрывался для посещения туристами. За эти годы был вывезен весь мусор, расчищены завалы, оборудован один из первых в СССР скалодромов. Естественным образом восстановился травяной покров, подросли деревья. По состоянию на 2021 год, поверхность скал усеяна рукописными надписями, общее число которых превышает 2000.
Северная стена представляет наибольший интерес для скалолазов — здесь скалы с разнообразными по трудности трассами: слева — трассы, доступные для новичков, в центральной и правой части — трассы на отвесных или слабонависающих скалах с категорией трудности от 6a до 7c+. Южная пологая стена доступна даже для неподготовленных туристов. К основанию подходит грунтовая проезжая дорога Исеть — Северка.

## Галерея
Летом 1874 года в одной из экспедиций УОЛЕ под руководством О. Клера участвовал первый уральский фотограф И. А. Терехов, который произвёл первую фотосъёмку Чёртова городища. Фотографии были напечатаны в III томе «Записок УОЛЕ» за 1876 год. Осенью 1909 года скалы фотографировал М. С. Прокудин-Горский, известно около 10 фотографий из поездки по Уралу, которые хранятся в Библиотеке Конгресса США. Также известны фотографические открытки уральского фотографа В. Л. Метенкова.

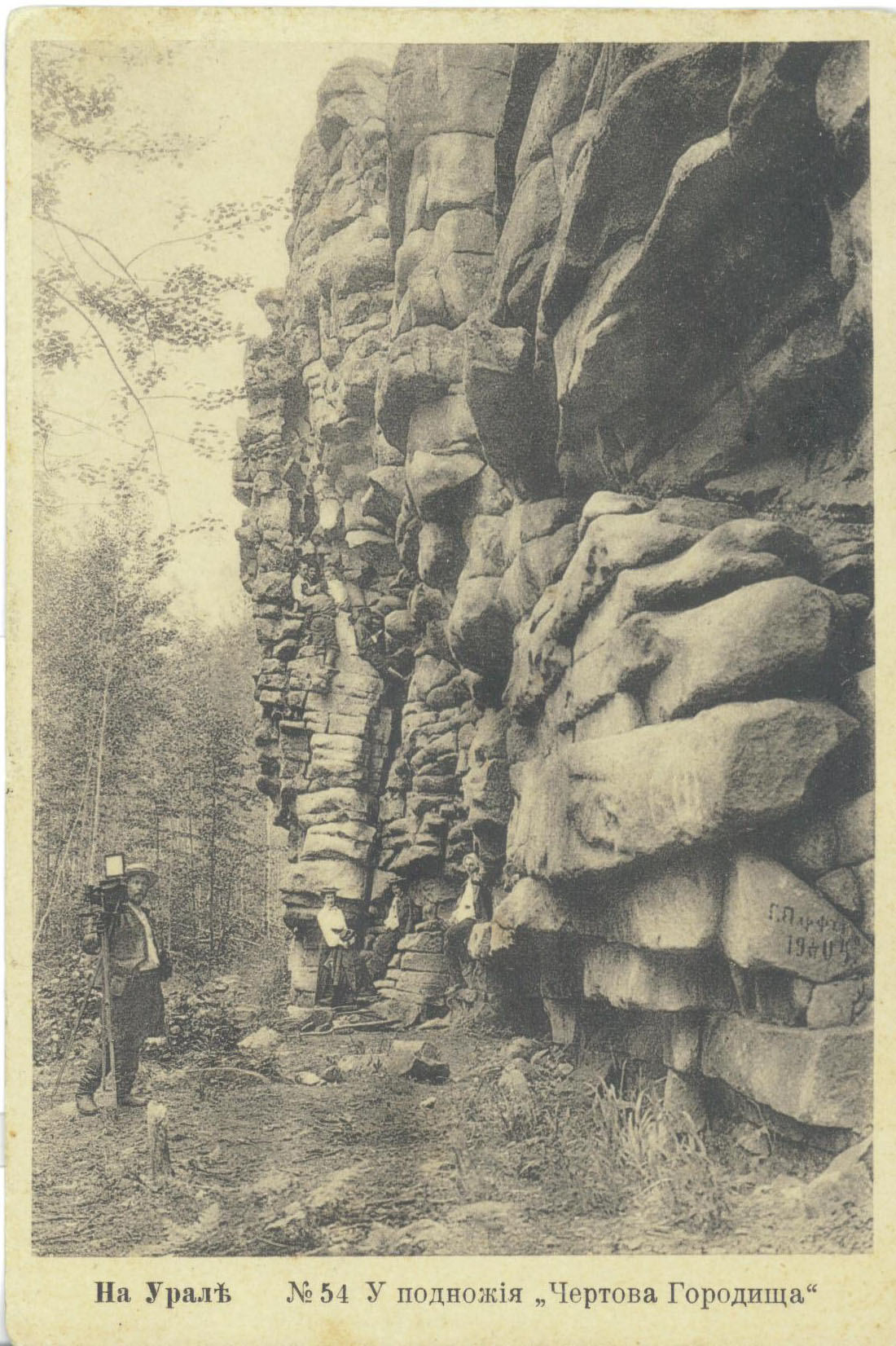
У подножия «Чёртова городища». В. Л. Метенков, 1915
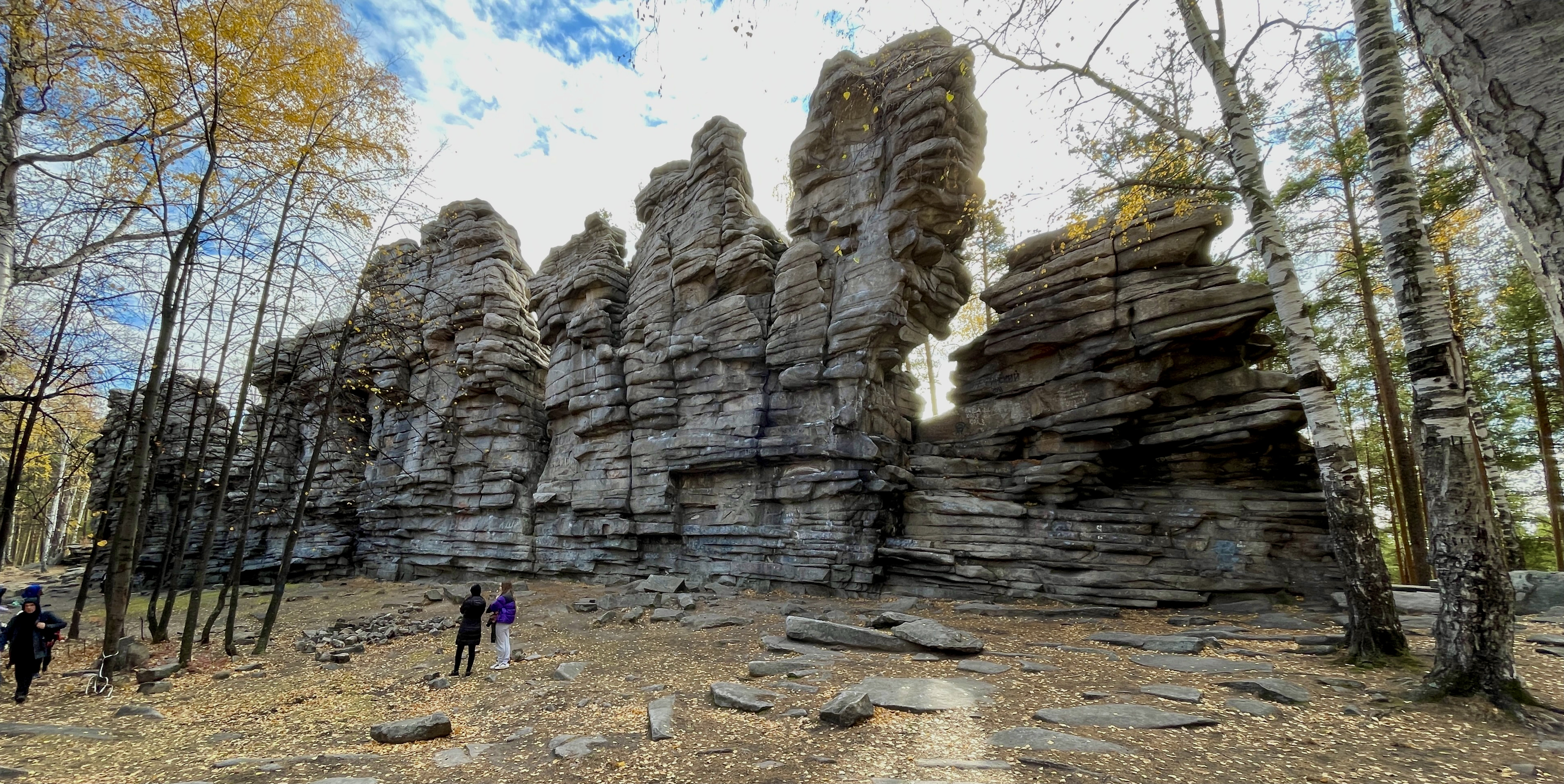
Северная стена
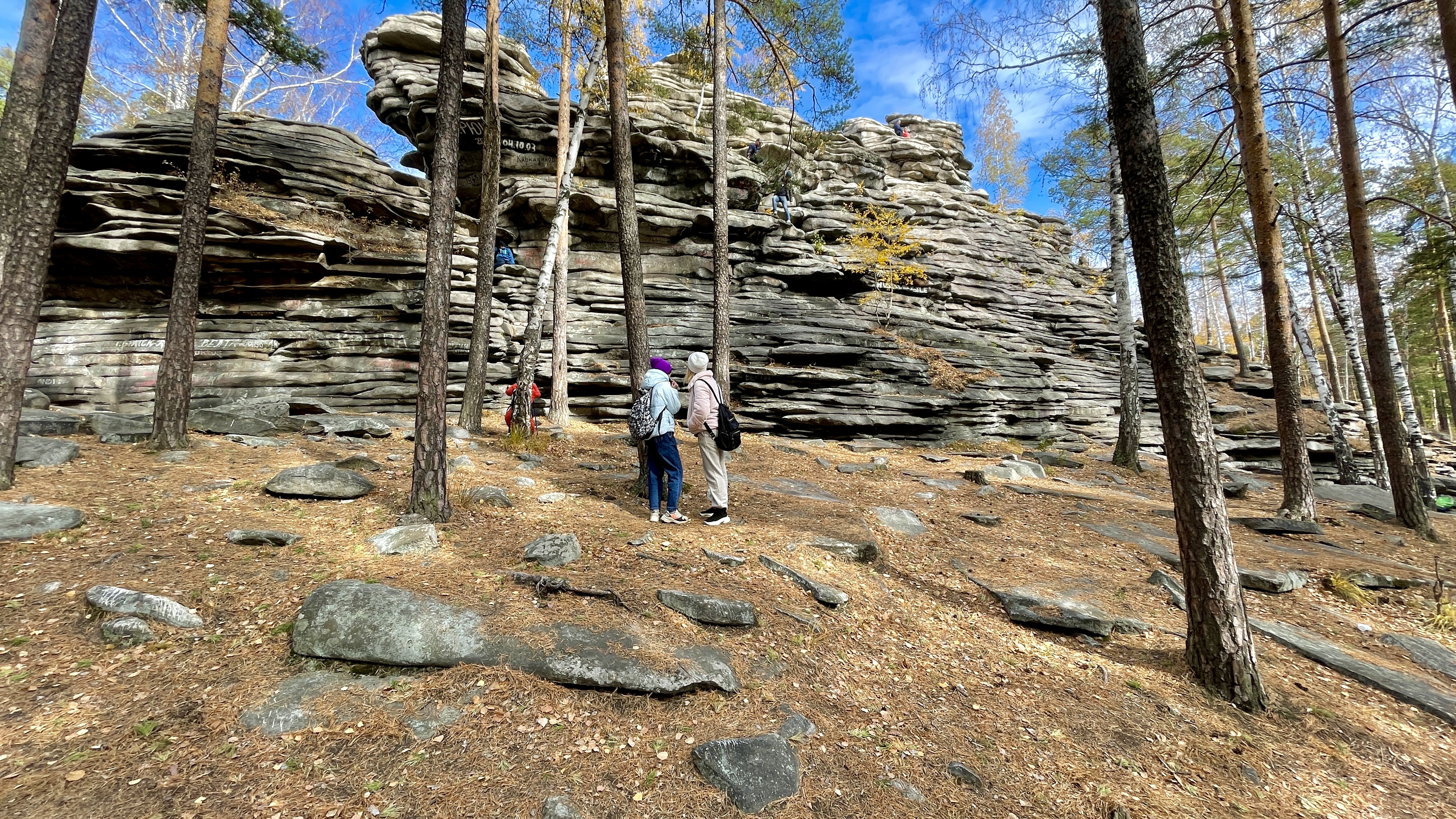
Южный склон
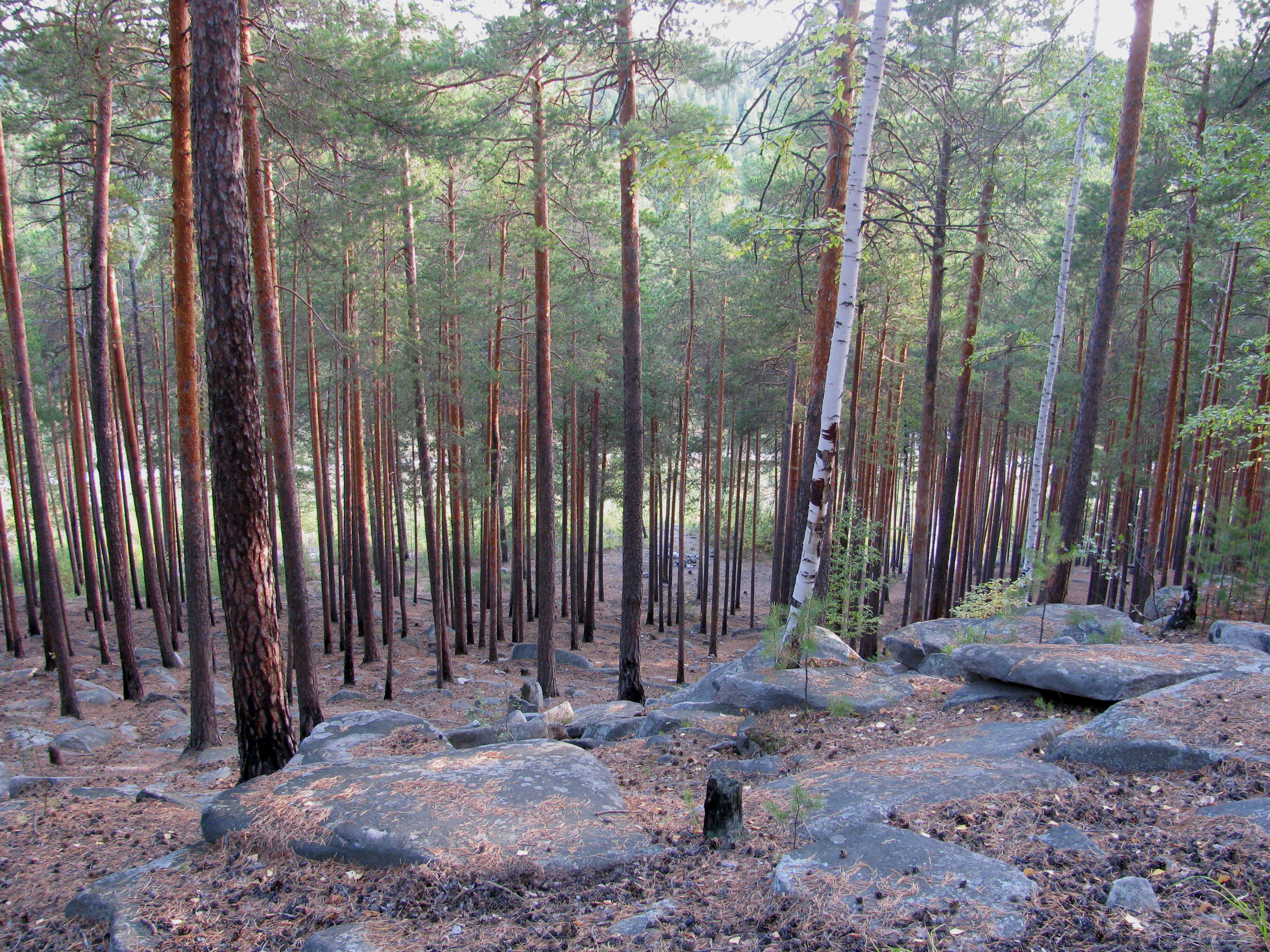
Южный спуск, в сторону дороги на Северку
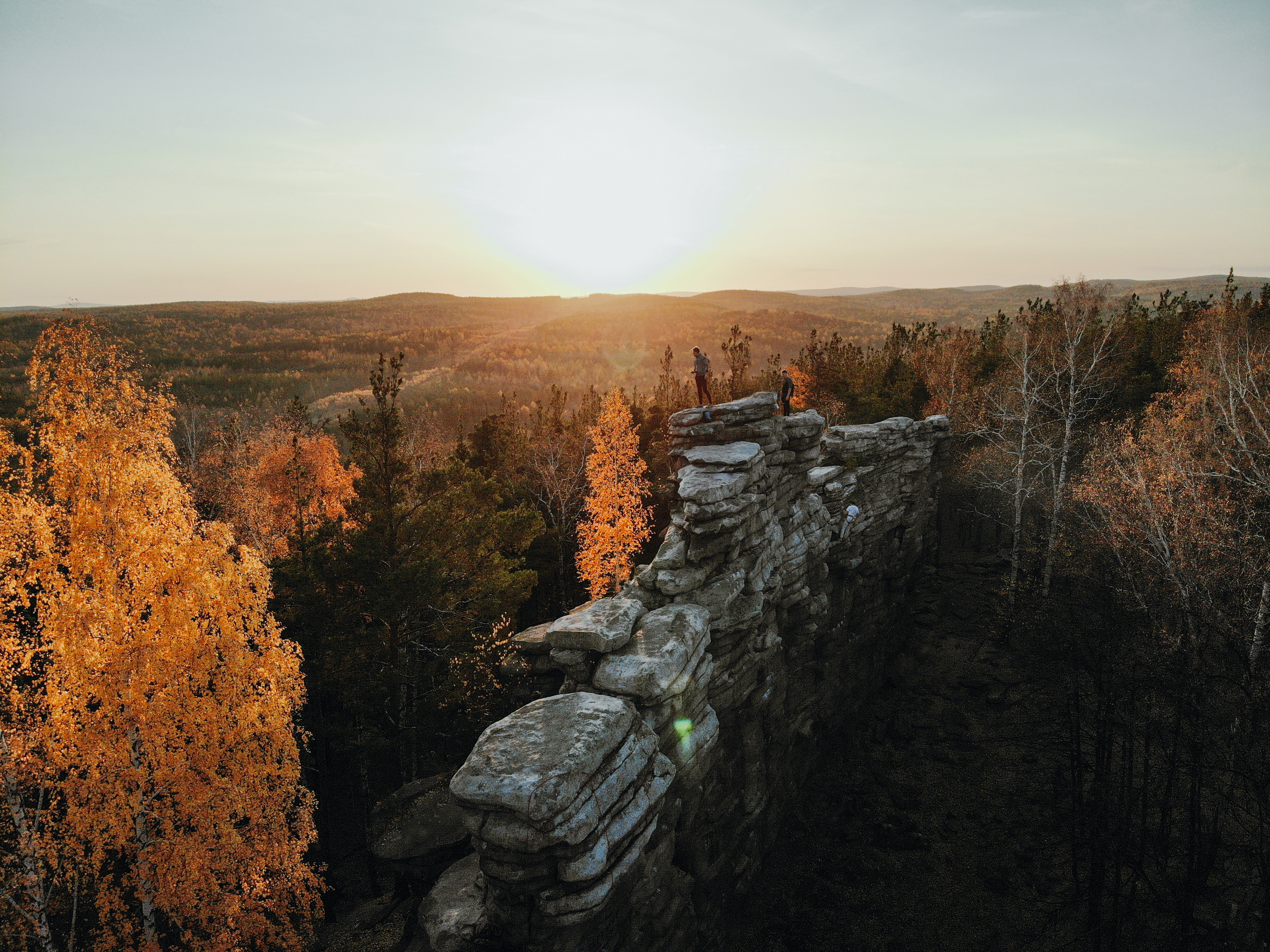
На закате на фоне Среднего Урала
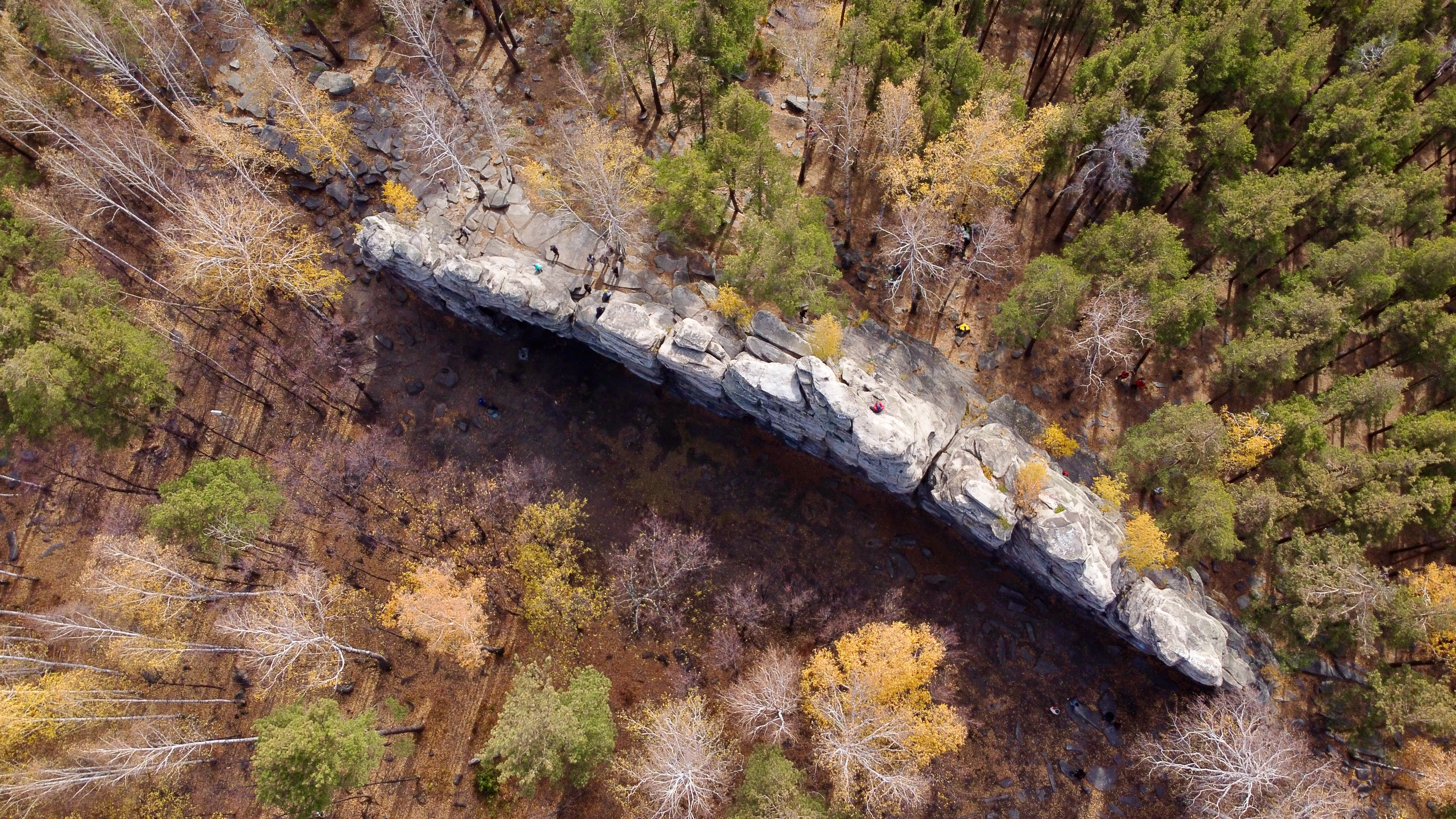
Вид с высоты
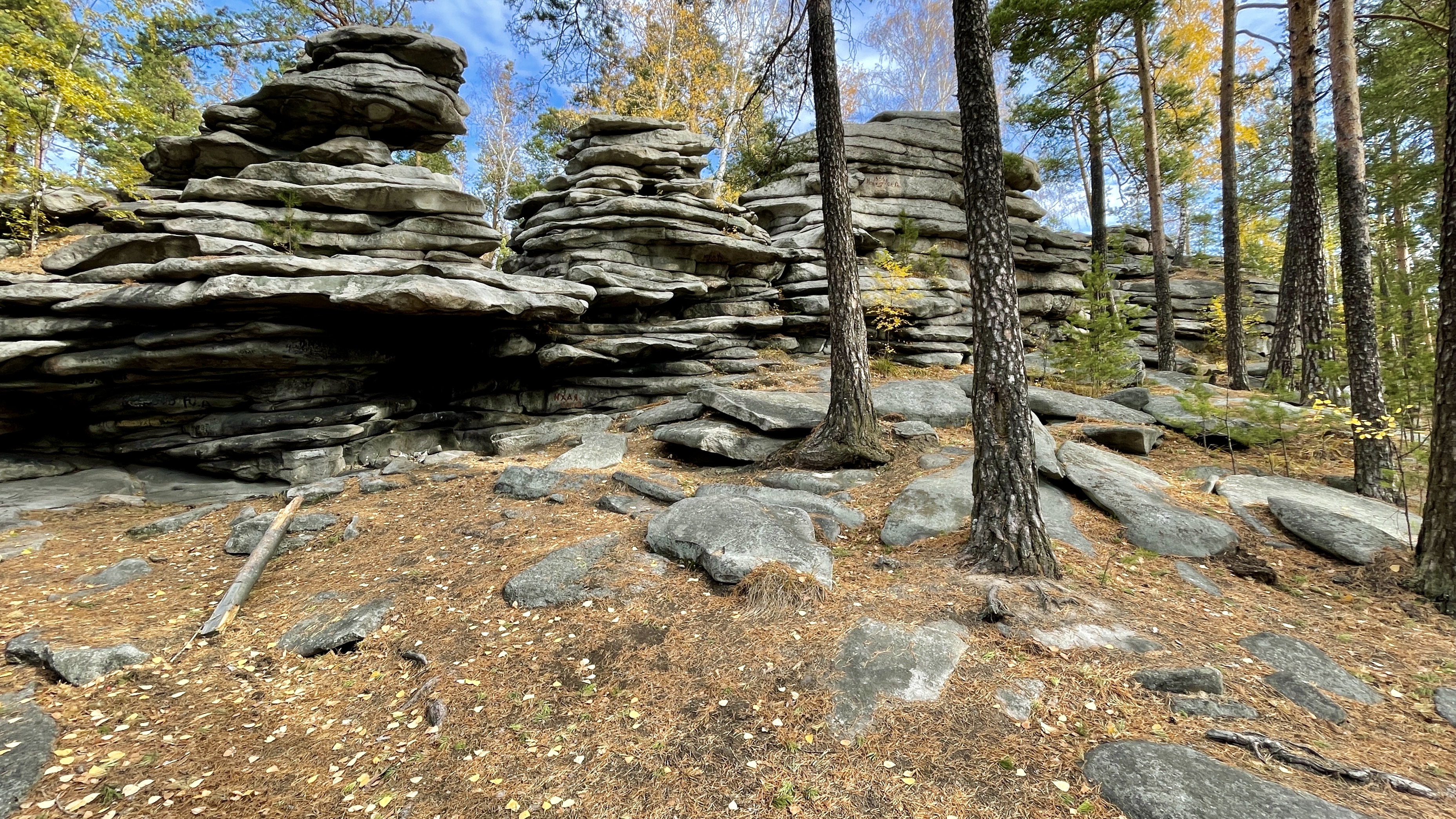
Каменные палатки к западу от основного массива